# Hundertwasser-ház
A Hundertwasser-ház (németül: Hundertwasserhaus) egy társasház Bécsben, melyet Friedensreich Hundertwasser tervezett. Bécs 3. kerületében található, a Kegelgasse 34-38 szám alatt.
A házat 1983 és 1986 között építette Joseph Krawina és Peter Pelikan. Újdonsága a hullámzó, egyenetlen padló, a tetőt fűvel és földdel fedték be, és nagy fák nőttek ki a szobákból, az ágaik az ablakokon nőttek ki. Hundertwasser nem fogadott el fizetséget a ház megtervezéséért, mert szerinte már az megérte, hogy nem épül a helyére valami csúfság.
A házon belül van 52 lakás, 4 iroda, 16 privát, és 3 közös terasz, valamint összesen 250 fa és bokor. A Hundertwasser-ház Bécs egyik leglátogatottabb épülete, ami Ausztria kulturális örökségének is része lett.

## Galéria

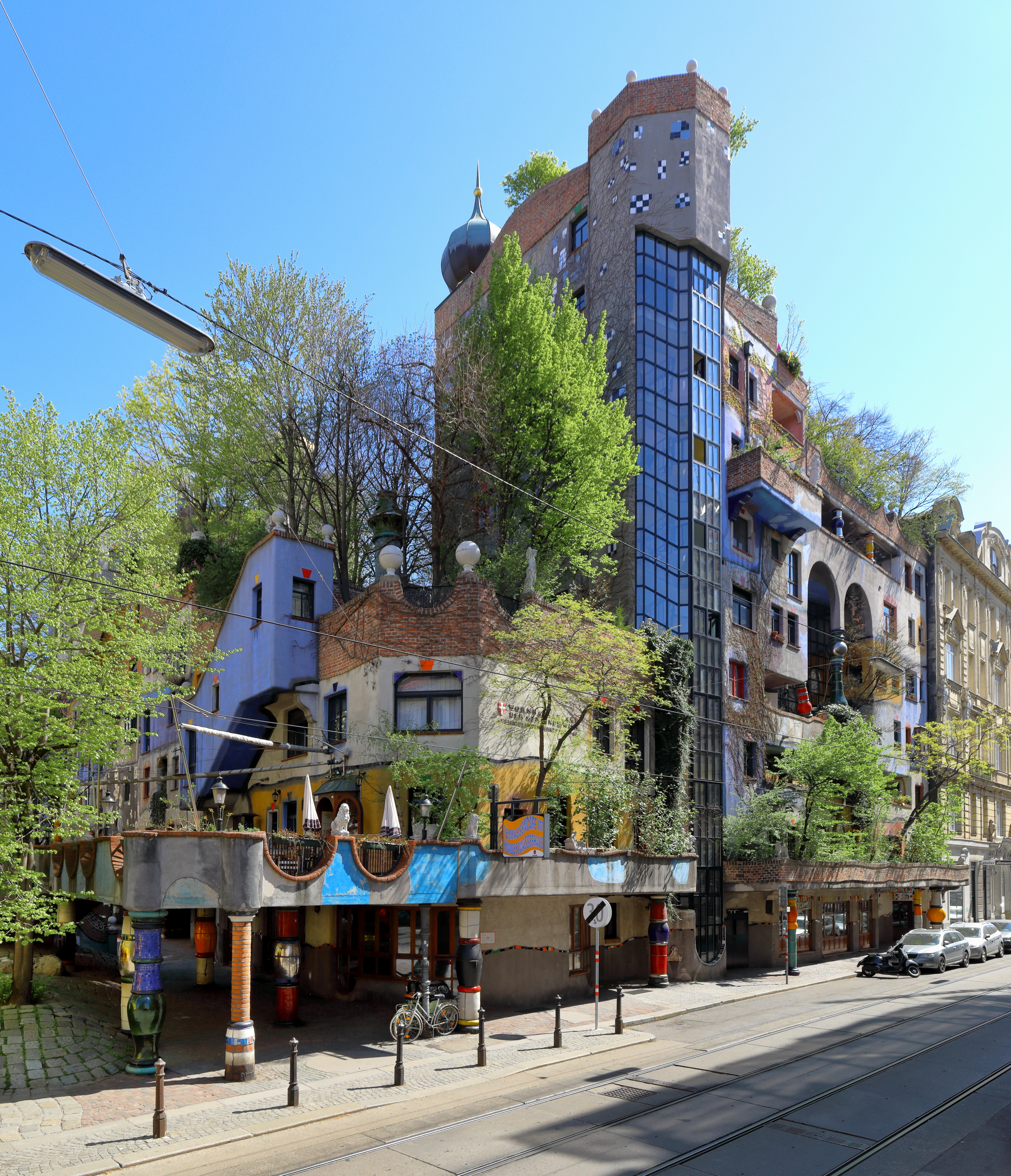
A Hundertwasser-ház
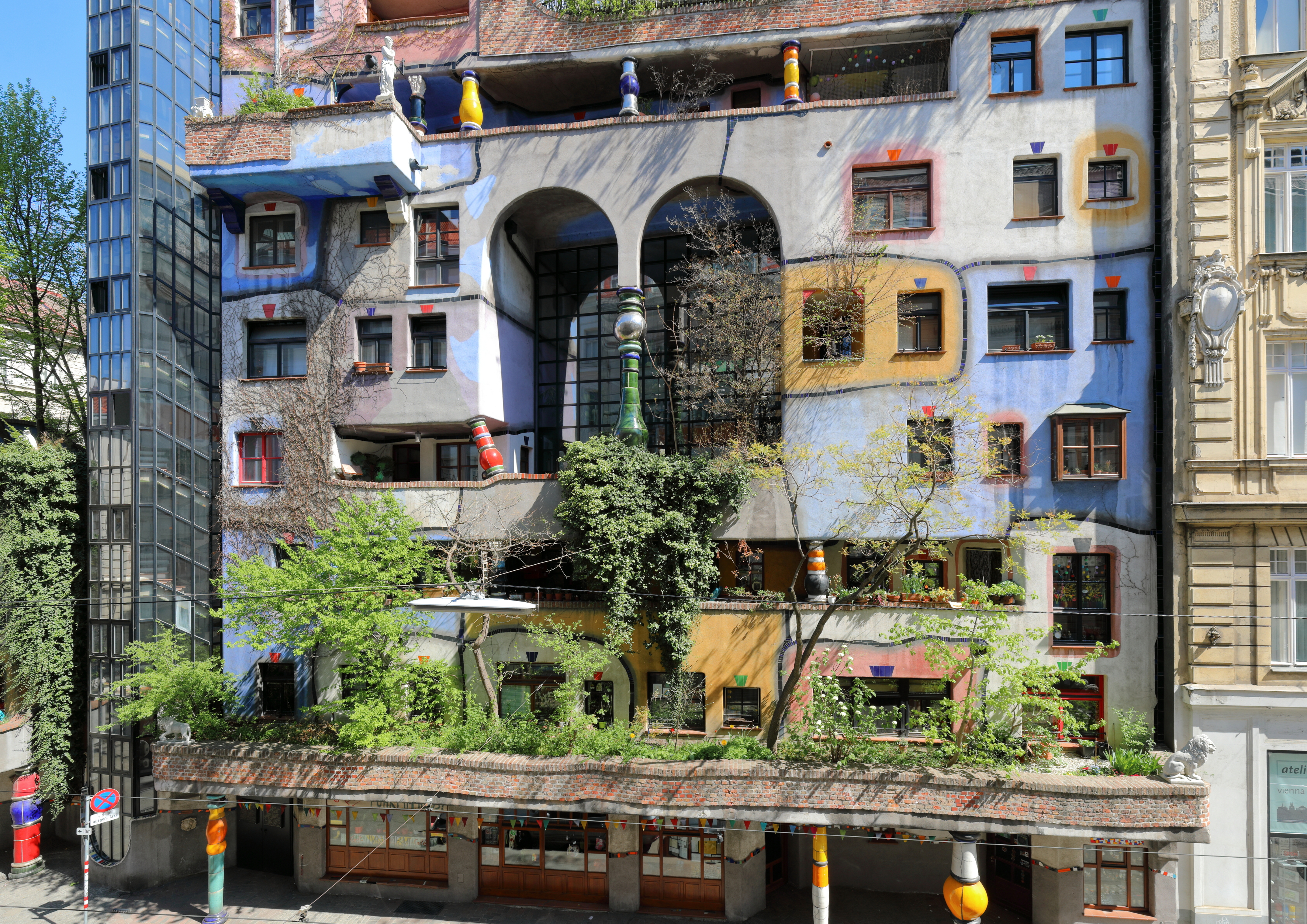
A Hundertwasser-ház
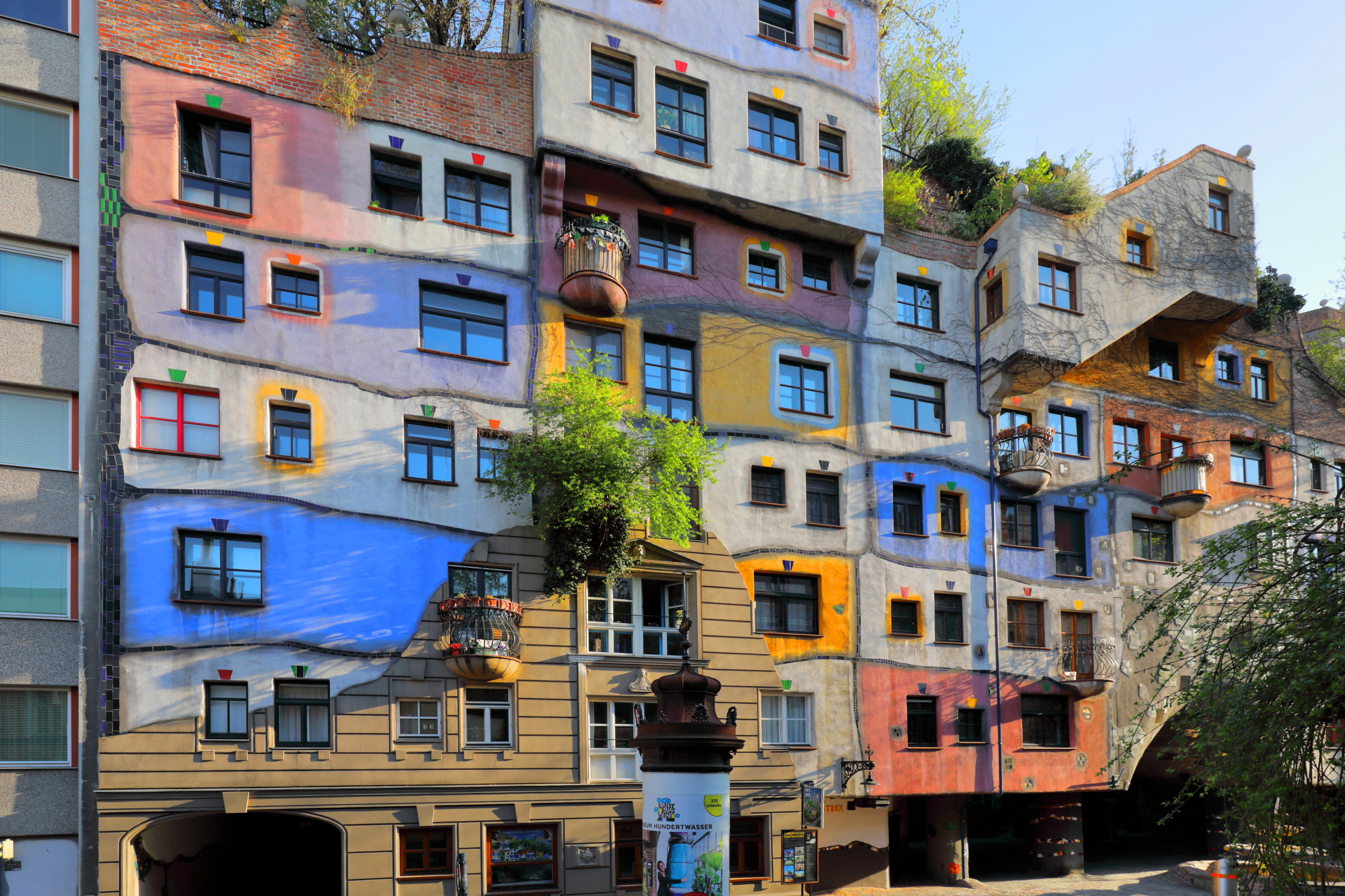
A Hundertwasser-ház

## Külső hivatkozások
- hundertwasserhaus.at (németül)
- hundertwasserhaus.info (németül)